# Mittelalterliche bulgarische Armee

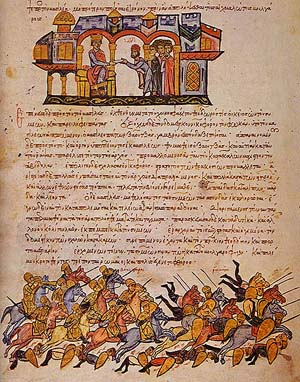
Die Schlacht von Bulgarophygon 896

Die mittelalterliche bulgarische Armee war das wichtigste militärische Instrument des Ersten und des Zweiten Bulgarischen Reiches. In den ersten Jahrzehnten nach der Gründung des Reiches bestand die Armee aus Infanterie und Kavallerie slawischer Bulgaren. Der Kern der bulgarischen Armee war die schwere Kavallerie, die aus 12.000 bis 30.000 schwer bewaffneten Reitern bestand. In ihrer Blütezeit vom 9. bis 10. Jahrhundert war sie eine der mächtigsten Streitkräfte in Europa. Es gibt mehrere dokumentierte Fälle, in denen byzantinische Feldherren eine Invasion mit ihren Truppen ablehnten, um nicht gegen die ihre Heimat verteidigende bulgarische Armee kämpfen zu müssen.
Die Armee war untrennbar mit der Existenz des bulgarischen Staates verbunden. Ihr Erfolg unter Zar Simeon I. markiert die Schaffung eines großen Reiches, und ihre Niederlage in einem langwierigen Abnutzungskrieg im frühen 11. Jahrhundert, welches das Ende der Unabhängigkeit Bulgariens markiert. Nachdem der bulgarische Staat im Jahre 1185 restauriert worden war, erreichte eine Reihe von fähigen Zaren eine bemerkenswerte Serie von Siegen über die Byzantiner und die westlichen Kreuzfahrer. Als der Staat und seine Armee im 13. und 14. Jahrhundert zersplittert waren, war sie nicht in der Lage den osmanischen Vorstoß zu stoppen, der zur Eroberung Bulgariens im Jahr 1422 führte. Erst 1878, mit der Befreiung Bulgariens, wurde eine neue bulgarische Armee aufgestellt.